# Christopher Trimmel
Christopher Trimmel (Oberpullendorf, 24 februari 1987) is een Oostenrijks voetballer die doorgaans speelt als rechtsback. In juli 2014 verruilde hij Rapid Wien voor Union Berlin. Trimmel maakte in 2009 zijn debuut in het Oostenrijks voetbalelftal.

## Clubcarrière
Trimmel speelde in de jeugd van UFC Mannersdorf en ASK Horitschon, voor overgenomen werd door Rapid Wien. Hier speelde hij eerst voornamelijk in het reserveteam, voor hij zijn eerste professionele wedstrijd mocht spelen op 5 april 2009, toen in eigen huis met 4–2 gewonnen werd van Austria Kärnten. Trimmel begon als reservespeler aan het duel en mocht van coach Peter Pacult drie minuten voor tijd invallen voor Nikica Jelavić. Tijdens de eerste speelronde van het seizoen 2009/10 speelde Rapid opnieuw tegen Austria Kärnten. Voor Trimmel werd dit zijn zesde optreden in het eerste elftal van Rapid. Hij viel in de rust in, toen Austria op voorsprong stond door een doelpunt van Daniel Gramann. Via goals van Steffen Hofmann en Mario Konrad kwam de thuisclub op voorsprong, waarna Trimmel in zes minuten tijd een hattrick maakte en daarmee de uitslag besliste op 5–1.
In de zomer van 2014 werd de Oostenrijker transfervrij overgenomen door Union Berlin. Voorafgaand aan het seizoen 2018/19 werd de vleugelverdediger gekozen als nieuwe aanvoerder van Union. Aan het einde van dat seizoen zou de club promoveren naar de Bundesliga. In mei 2024 werd de aflopende verbintenis van Trimmel met een jaar verlengd. Een klein jaar later kwam er opnieuw een seizoen bij zijn contract.

## Clubstatistieken
| Seizoen | Club         | Competitie    | Competitie | Competitie | Beker | Beker | Internationaal | Internationaal | Totaal | Totaal |
| Seizoen | Club         | Competitie    | Wed.       | Dlp.       | Wed.  | Dlp.  | Wed.           | Dlp.           | Wed.   | Dlp.   |
| ------- | ------------ | ------------- | ---------- | ---------- | ----- | ----- | -------------- | -------------- | ------ | ------ |
| 2008/09 | Rapid Wien   | Bundesliga    | 5          | 0          | 0     | 0     | —              | —              | 5      | 0      |
| 2009/10 | Rapid Wien   | Bundesliga    | 23         | 5          | 2     | 1     | —              | —              | 25     | 6      |
| 2010/11 | Rapid Wien   | Bundesliga    | 28         | 1          | 4     | 0     | —              | —              | 32     | 1      |
| 2011/12 | Rapid Wien   | Bundesliga    | 27         | 4          | 1     | 0     | —              | —              | 28     | 4      |
| 2012/13 | Rapid Wien   | Bundesliga    | 31         | 4          | 4     | 0     | —              | —              | 35     | 4      |
| 2013/14 | Rapid Wien   | Bundesliga    | 34         | 4          | 1     | 0     | —              | —              | 35     | 4      |
| 2014/15 | Union Berlin | 2. Bundesliga | 29         | 0          | 1     | 0     | —              | —              | 30     | 0      |
| 2015/16 | Union Berlin | 2. Bundesliga | 26         | 1          | 1     | 0     | —              | —              | 27     | 1      |
| 2016/17 | Union Berlin | 2. Bundesliga | 33         | 0          | 2     | 0     | —              | —              | 35     | 0      |
| 2017/18 | Union Berlin | 2. Bundesliga | 32         | 1          | 2     | 0     | —              | —              | 34     | 1      |
| 2018/19 | Union Berlin | 2. Bundesliga | 32         | 0          | 3     | 0     | —              | —              | 35     | 0      |
| 2019/20 | Union Berlin | Bundesliga    | 32         | 0          | 3     | 0     | —              | —              | 35     | 0      |
| 2020/21 | Union Berlin | Bundesliga    | 31         | 1          | 2     | 0     | —              | —              | 33     | 1      |
| 2021/22 | Union Berlin | Bundesliga    | 25         | 2          | 5     | 0     | 7              | 1              | 37     | 3      |
| 2022/23 | Union Berlin | Bundesliga    | 25         | 0          | 2     | 0     | 9              | 0              | 36     | 0      |
| 2023/24 | Union Berlin | Bundesliga    | 26         | 0          | 2     | 0     | 3              | 0              | 31     | 0      |
| 2024/25 | Union Berlin | Bundesliga    | 22         | 0          | 1     | 0     | —              | —              | 23     | 0      |
| Totaal  | Totaal       | Totaal        | 461        | 23         | 36    | 1     | 19             | 1              | 516    | 25     |

Bijgewerkt op 22 april 2025.

## Interlandcarrière
Trimmel maakte zijn debuut in het Oostenrijks voetbalelftal op 12 augustus 2009, toen een vriendschappelijke wedstrijd gespeeld werd tegen Kameroen. Door twee doelpunten van Pierre Webó won Kameroen het duel met 0–2. Trimmel moest aan het duel beginnen op de reservebank en mocht van bondscoach Dietmar Constantini tweeëntwintig minuten na de rust invallen voor Andreas Hölzl. Na drie interlands in het seizoen 2009/10 was Trimmel ruim negen jaar afwezig in het nationale team. Eind 2019 keerde hij terug in de selectie.
Trimmel werd in mei 2021 door bondscoach Franco Foda opgenomen in de selectie van Oostenrijk voor het uitgestelde EK 2020. Tijdens het EK werd Oostenrijk uitgeschakeld in de achtste finales door Italië (2–1). In de groepsfase had het gewonnen van Noord-Macedonië (3–1) en Oekraïne (0–1) en verloren van Nederland (2–0). Trimmel speelde mee tegen Slowakije en Italië. Zijn toenmalige teamgenoot Joel Pohjanpalo (Finland) was ook actief op het toernooi. Op 15 november 2021 kwam Trimmel voor het eerst tot scoren, tijdens zijn twintigste interland. Tijdens een kwalificatiewedstrijd voor het WK 2022 tegen Moldavië verdubbelde hij de voorsprong na de openingstreffer van Marko Arnautović. Diezelfde aanvaller maakte daarna de derde, waarna Moldavië via Ion Nicolăescu wat terugdeed. De Oostenrijker Dejan Ljubičić besliste de uitslag op 4–1.
| Interlands van Christopher Trimmel voor Oostenrijk | Interlands van Christopher Trimmel voor Oostenrijk | Interlands van Christopher Trimmel voor Oostenrijk | Interlands van Christopher Trimmel voor Oostenrijk | Interlands van Christopher Trimmel voor Oostenrijk | Interlands van Christopher Trimmel voor Oostenrijk |
| №                                                  | Datum                                              | Wedstrijd                                          | Uitslag                                            | Competitie                                         | Goals                                              |
| Als speler bij Rapid Wien                          | Als speler bij Rapid Wien                          | Als speler bij Rapid Wien                          | Als speler bij Rapid Wien                          | Als speler bij Rapid Wien                          | Als speler bij Rapid Wien                          |
| -------------------------------------------------- | -------------------------------------------------- | -------------------------------------------------- | -------------------------------------------------- | -------------------------------------------------- | -------------------------------------------------- |
| 1                                                  | 12 augustus 2009                                   | Oostenrijk – Kameroen                              | 0 – 2                                              | Vriendschappelijk                                  |                                                    |
| 2                                                  | 9 september 2009                                   | Roemenië – Oostenrijk                              | 1 – 1                                              | WK 2022 kwalificatie                               |                                                    |
| 3                                                  | 3 maart 2010                                       | Oostenrijk – Denemarken                            | 2 – 1                                              | Vriendschappelijk                                  |                                                    |
| Als speler bij Union Berlin                        |                                                    |                                                    |                                                    |                                                    |                                                    |
| 4                                                  | 10 oktober 2019                                    | Oostenrijk – Israël                                | 3 – 1                                              | EK 2020 kwalificatie                               |                                                    |
| 5                                                  | 13 oktober 2019                                    | Slovenië – Oostenrijk                              | 0 – 1                                              | EK 2020 kwalificatie                               |                                                    |
| 6                                                  | 16 november 2019                                   | Oostenrijk – Noord-Macedonië                       | 2 – 1                                              | EK 2020 kwalificatie                               |                                                    |
| 7                                                  | 19 november 2019                                   | Letland – Oostenrijk                               | 1 – 0                                              | EK 2020 kwalificatie                               |                                                    |
| 8                                                  | 7 oktober 2020                                     | Oostenrijk – Griekenland                           | 2 – 1                                              | Vriendschappelijk                                  |                                                    |
| 9                                                  | 11 oktober 2020                                    | Noord-Ierland – Oostenrijk                         | 0 – 1                                              | Nations League 2020/21                             |                                                    |
| 10                                                 | 11 november 2020                                   | Luxemburg – Oostenrijk                             | 0 – 3                                              | Vriendschappelijk                                  |                                                    |
| 11                                                 | 28 maart 2021                                      | Oostenrijk – Faeröer                               | 3 – 1                                              | WK 2022 kwalificatie                               |                                                    |
| 12                                                 | 2 juni 2021                                        | Engeland – Oostenrijk                              | 1 – 0                                              | Vriendschappelijk                                  |                                                    |
| 13                                                 | 6 juni 2021                                        | Oostenrijk – Slowakije                             | 0 – 0                                              | Vriendschappelijk                                  |                                                    |
| 14                                                 | 26 juni 2021                                       | Italië – Oostenrijk                                | 2 – 1                                              | EK 2020                                            |                                                    |
| 15                                                 | 1 september 2021                                   | Moldavië – Oostenrijk                              | 0 – 2                                              | WK 2022 kwalificatie                               |                                                    |
| 16                                                 | 7 september 2021                                   | Oostenrijk – Schotland                             | 0 – 1                                              | WK 2022 kwalificatie                               |                                                    |
| 17                                                 | 9 oktober 2021                                     | Faeröer – Oostenrijk                               | 0 – 2                                              | WK 2022 kwalificatie                               |                                                    |
| 18                                                 | 12 oktober 2021                                    | Denemarken – Oostenrijk                            | 1 – 0                                              | WK 2022 kwalificatie                               |                                                    |
| 19                                                 | 12 november 2021                                   | Oostenrijk – Israël                                | 4 – 2                                              | WK 2022 kwalificatie                               |                                                    |
| 20                                                 | 15 november 2021                                   | Oostenrijk – Moldavië                              | 4 – 1                                              | WK 2022 kwalificatie                               | 22'                                                |
| 21                                                 | 3 juni 2022                                        | Kroatië – Oostenrijk                               | 0 – 3                                              | Nations League 2022/23                             |                                                    |
| 22                                                 | 6 juni 2022                                        | Oostenrijk – Denemarken                            | 1 – 2                                              | Nations League 2022/23                             |                                                    |
| 23                                                 | 13 juni 2022                                       | Denemarken – Oostenrijk                            | 2 – 0                                              | Nations League 2022/23                             |                                                    |
| 24                                                 | 22 september 2022                                  | Frankrijk – Oostenrijk                             | 2 – 0                                              | Nations League 2022/23                             |                                                    |
| 25                                                 | 25 september 2022                                  | Oostenrijk – Kroatië                               | 1 – 3                                              | Nations League 2022/23                             |                                                    |

Bijgewerkt op 22 april 2025.